# Colegio Nacional Perito Moreno (Argentina)

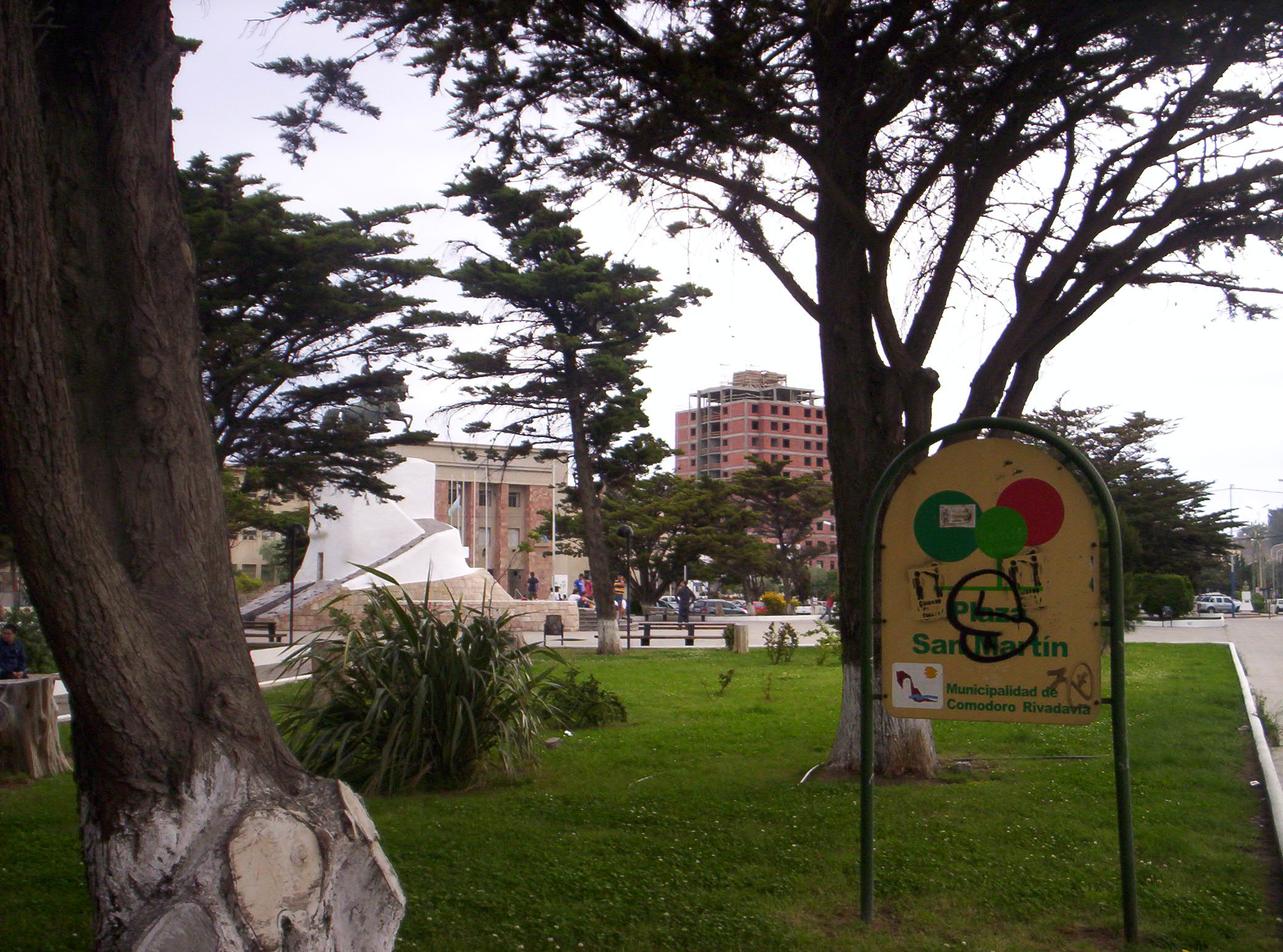
El Colegio Perito Moreno y la Plaza San Martín. Hoy la expansión urbana produjo que le colegio se rodea poco a poco de torres de altura.

El Colegio Nacional Perito Moreno es la primera institución púbica de nivel secundario en Comodoro Rivadavia, Provincia de Chubut.

## Toponimia
Su nombre es un  homenaje al Perito Francisco Pascacio Moreno, quien dirimió la cuestión de límites con Chile. Por su defensa ante el árbitro, sus palabras fueron absolutas e incontestables. Al Perito criollo se debe que Argentina no perdiera 10.000 leguas y aún más de su territorio.

## Historia
La institución surgió en 1947 cuando el Estado decidió crear en simultáneo varios colegios nacionales en la Patagonia: Comodoro Rivadavia, General Roca, Neuquén, Bariloche y Río Gallegos. Esto revirtió la dura situación educativa que vivía, en la década de 1940, Comodoro Rivadavia. En esos años la ciudad petrolera sólo contaba con la Academia Minerva de nivel secundario, institución de carácter privado. Sin embargo, los alumnos que concurrían a ella debían viajar a colegios nacionales en Buenos Aires para rendir libre. Desde 1938, estaba en funcionamiento el Colegio Deán Funes, pero era de arte y oficios, religioso, privado y solamente para varones.
Fue así que por gestiones del entonces Gobernador Militar, Gral. Armando Raggio, en 1947 por el Decreto Presidencial N.º 7.481 se creó el Colegio Nacional de Comodoro Rivadavia con una sección comercial anexa.
El acto de fundación se realizó en la escuela N.° 24 (hoy N.º 83), donde funcionó hasta contar con edificio propio. El cual, en el año 1949, inició su construcción en el barrio Cívico.
Desde el 26 de abril comenzó a funcionar en la Escuela de Formación Laboral de km 3, con 72 alumnos. El director del colegio era Juan Antonio Rolando y contaba con 11 profesores, administrativos, un profesor y un portero.

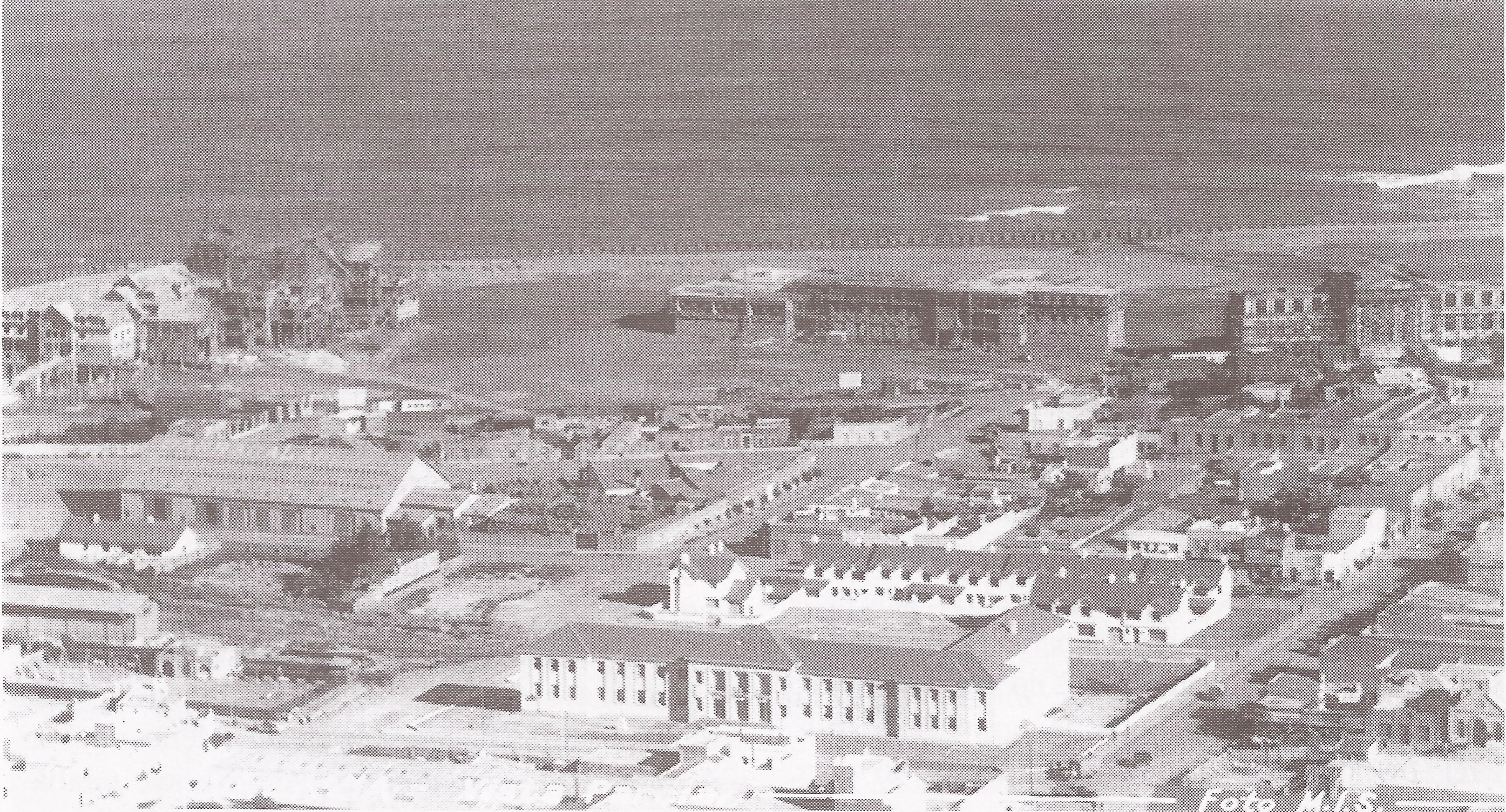
Fachada del colegio en la década del 40

El colegio nacional fue inaugurado oficialmente el 26 de abril de 1947,(Decreto Nº 7481/47) contando además con una sección comercial. Sus inicios se realizaron en las instalaciones del antiguo local de la escuela Nacional 24. (actual escuela Provincial 83), en el turno tarde, y las clases oficialmente se iniciaron el lunes 28 de abril a las 17 hs.
El general y gobernador Armando Raggio, de la Gobernación Militar de Comodoro Rivadavia, fue el que designó a los primeros docentes. En el nacional, la primera clase fue dictada por el profesor de Religión, Jorge Bher y en el Comercial por el ingeniero Víctor Pechieu.

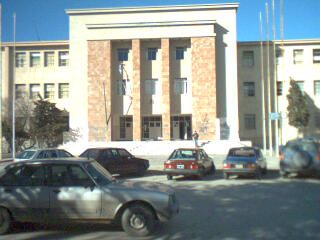
El colegio Perito Moreno desde otra perspectiva.

Debido a un incendio en las instalaciones de la escuela 24 y de su posterior demolición el colegio Perito Moreno empezó a funcionar en dos lugares, las aulas de la Escuela 2, actualmente Escuela de Frontera “General Mosconi”, en Kilómetro 3 y también a dependencias de la Escuela 119 “Nicolás Avellaneda” del barrio de La Loma, en horario nocturno.
Frente a esta desintegración del espacio de trabajo del colegio, el Ejército puso a disposición también los galpones de almacenamiento de material ubicados en Kilómetro 3 donde funcionó la administración del establecimiento y algunas aulas, hasta que con el correr del tiempo se terminó convirtiendo en sede de la institución educativa.
Entre los años 1948 y 1949 comenzó la construcción del barrio Cívico, de acuerdo al plan propuesto por el Gobernador Raggio, en tierras ganadas al mar. El edificio que se encuentra ubicado en calle Mitre y la actual Francina Girardez, pudo finalizarse debido a la inversión de dos millones de pesos que aportó Yacimientos Petrolíferos Fiscales (YPF) inaugurándose completamente en 1954 y desde ese momento funcionando en el lugar. En el año 1956 y para que se pudieran realizar las prácticas pedagógicas, se creó el Departamento de Aplicación. En 1958, inició la formación de docentes como Escuela Normal Anexa al Colegio Nacional Perito Moreno, otorgando el título de Maestra Normal Nacional. En 1964 fue designada, tras una larga carrera en el colegio desde 1947, Francina Girardez como la primera como rectora titular.
En 1973 la carrera de formación docente se transforma en una carrera de Nivel Terciario, la que se inició en la institución con el Plan de Profesorado para la Enseñanza Primaria Resolución Ministerial N.º 287/73 y en 1974 con el Plan de Profesorado para la Educación Preescolar, Resolución Ministerial N.º 274/74.
En la década de 1980 se modificó su nombre por el de Escuela Normal Nacional Superior Perito Moreno con algunos cambios en su modelo de gestión y en el régimen de evaluación y promoción, cambios propios de la democracia. En 1988 se continuó con la formación de docentes de Nivel Primario y Nivel Inicial, incorporando la nueva oferta curricular de Formación Docente, Resolución Ministerial N.º 530/88: Maestros de Enseñanza Básica. En 1990 se incorporó, como todas las Instituciones Formadoras de Docentes que dependían de Nación, al Programa de Transformación de la Formación Docente de la D.I.F.O.C.A.D.
La década del 90 dejó una marca en la institución por las políticas de racionalización del estado argentino dentro del menemismo. De este modo, es que en 1992 por la Ley de Transferencia, las escuelas nacionales pasaron a formar parte del ámbito de las provincias. De esta manera, el Colegio Nacional Perito Moreno se convirtió en la escuela Provincial N.º 766 Perito Moreno. Más adelante, en 1995, se dividió en cuatro instituciones:
- El nivel inicial 477.
- Escuela Provincial 204.
- Escuela secundaria 766, que conservó el nombre original del colegio nacional.
- Nivel terciario: denominado Instituto Superior de Formación Docente N.º 807.

El Colegio Perito Moreno fue incorporado al Registro Permanente de Bienes de Valor Patrimonial de Comodoro Rivadavia mediante la Ordenanza Municipal N.º 12.087/16 (Grado de Protección 1).
La escuela contaba para 2020 con 1.100 alumnos. Los mismos son distribuidos en tres turnos. Actualmente, la principal problemática de las instituciones que residen en el edificio es que se no puede abastecer la gran cantidad de actividades que se realizan en el colegio. Siendo el gimnasio insuficiente realizar todas las clases de educación física. Esto trae la consecuencia de que los chicos tengan que hacer actividades en el patio externo con temperaturas adversas.
Al cumplirse los 75 años del colegio se organizó la  segunda corrida solidaria, llevada a cabo el 15 de mayo.
Para inicios de abril de 2023 la institución suspendió sus actividades educativas al  fallar las viejas instalaciones de agua que dejaron sin funcionamiento a una serie de baños y a la calefacción por calderas. Los directivos de todas las instituciones educativas del edificio denunciaron la inacción del gobierno provincial y llamaron a una convocatoria para el lunes en el gimnasio. El 18 de ese mismo mes los equipos directivos de las cuatro instituciones que funcionan en el Colegio Perito Moreno, junto a la presencia de padres y alumnos, se reunieron en el SUM para debatir sobre la situación de la institución y coordinar acciones para obtener una urgente respuesta por parte del Estado provincial. La movilización rechazaba el dictado de clases virtuales y denunciaba que el problema tiene más de 2 años. La movilización logró el día 19 que los trabajo se reinicien y se permita volver a dictar clases en el corto plazo. Sin embargo, la situación de parte de los baños clausurados aun no tiene resolución; presentándose insuficiente el agua y desagote de los mismos. Para el 26 de abril el Colegio Perito Moreno cumplió 76 años con un aniversario atípico, sin estudiantes en las aulas, en ninguno de sus niveles. En este contexto, se planificarán posibles festejos posteriormente. Ese mismo día se supo que  los arreglos pendientes que el edificio solicita son: baños clausurados, cañerías rotas, bombas de agua y reacondicionamiento del techo. El 28 de ese mes, tras ocho días sin actividades, se retomaron las clases presenciales debido al problema que había surgido en la caldera que hizo que el edificio quedara sin calefacción. Además, se sumó a un subsidio que aportó la municipalidad para la compra de los materiales. A pesar de la solución, aun persisten los problemas en los baños, vidrios rotos, el subsuelo inundado por la bomba rota, filtraciones de techo y paredes. Sin embargo, los problemas de calefacción solo recibieron una solución temporal y el 28 de junio el problema reapareció dejando sin actividad a la institución nuevamente. Esto se debe a pagos deficientes que el ministerio de educación hace a la empresa que mantiene el sistema de calefacción, aún sabiendo la delicada situación. Asimismo, la situación deplorable en los pagos del gobierno provincial de Mariano Arcioni llevó a que las empresas locales de mantenimiento de calderas dejaran de brindar servicios a la provincia. En su lugar se contrata a una empresa que viene desde Trelew, lo que agrava el problema por el tiempo de viaje.
Tras un lapso de calma por las reparaciones, los problemas en el edificio volvieron a surgir los primeros días de septiembre cuando una fuerte lluvia inundó por goteras varios espacios. Además, el sistema de calefacción no funcionó correctamente y obligó a suspender las clases. En los días sucesivos se conoció que el problema surgió por una tarea en el techo, por la misma se sacó toda la membrana y se la volvió a colocar. Asimismo, se sumaron los problemas en la calefacción, pérdidas de agua por los radiadores y vidrios del gimnasio destruidos tras el temporal de viento. Las autoridades lamentaron la pesada burocracia para lograr las reparaciones y consiguiente estado avanzado de deterioro del edificio.
En 2024 se conoció que su suntuoso salón de usos múltiples, que contiene un gran gimnasio en su interior, es usado para algunos espectáculos deportivos privados como lo fue el festival de kick boxing festejado en abril.No se informó como fue en convenio de uso y si implicó algún alquiler.
Para noviembre de 2024 su primaria decidió dar por terminada la experiencia de turno mañana. La nueva modalidad inició hace 2 años y tuvo que se suprimida por la baja inscripción de solo 5 alumnos para primer grado. La primaria en ese año alcanzó a desarrollar su actividades hasta tercer grado y sus alumnos fueron transferidos al turno tarde bajo la justificación de que se debía reorganizar para optimizar los recursos y asegurar que la mayoría de los alumnos reciban una educación de mejor calidad.Los alumnos y padres realizaron protestas y visibilizaron falta de opciones para sus hijos en el barrio Centro.
Para abril de 2025 el colegio, al cumplir 77 años, inició el llamado a construir su archivo audiovisual con material aportado por sus egresados a lo largo de su historia.

### Inundación del subsuelo
Desde el 21 de marzo de 1992 a 1993 la institución se vio gravemente afectada  por una sucesión de fuertes marejadas. Estos temporales produjeron la inundación del subsuelo, donde funcionaban las salas de mecanografía y el gimnasio. Cabe recordar que estos fenómenos climáticos afectaron a otras instituciones y viviendas vecinas con iguales consecuencias. De este modo, el subsuelo quedó inhabilitado hasta la fecha y espera una restauración frente a la humedad y el agua salada acumulada. En los últimos años se viene registrando marejadas extraordinarias que anegan las calles circundantes al colegio. Siendo la principal consecuencia la imposibilidad de que los padres retiren o ingresen a los alumnos. La zona más afectadas son las calle 25 de Mayo ya la Ruta Nacional 3, con la consecuente suspensión de las clases al quedar el agua estancada en la zona incluso finalizado el temporal.

## Nombre de la calle
Desde el 11 de octubre de 2014, la calle frente al colegio lleva el nombre de la profesora Francina Girardez. La solicitud, que fue presentada al municipio por un grupo de egresados del año 1969 y fue aprobada con voto unánime, intenta honrar la memoria de la profesora de francés y rectora del colegio Gracias a la ordenanza 11591/14 hoy es recordada por sus conocimientos y valores, su nombre será ahora el de los 100 metros en los que se extiende la calzada que tiene como único frentista el excolegio nacional y que antes se llamara Perito Moreno.
La profesora Francina Girardez fue maestra normal nacional, profesora normal de francés y maestra normal para ciegos. Inició su carrera en el Colegio Perito Moreno en 1947, para luego en 1949 ser designada secretaria titular por el Ministerio de Educación de la Nación.
En 1957 se desempeñó por primera vez como rectora provisoria y en 1964 fue designada como rectora titular. Además, fue reconocida por su tarea funcional en la Alianza Francesa de Comodoro Rivadavia, obteniendo una condecoración otorgada por la República Francesa, a través de la Embajada de Francia en Argentina durante la década del 70.